# Dillon (Colorado)
Dillon es un pueblo ubicado en el condado de Summit en el estado estadounidense de Colorado. En el año 2010 tenía una población de 904 habitantes y una densidad poblacional de 145,8 personas por km².

## Geografía
Dillon se encuentra ubicada en las coordenadas 39°37′40″N 106°2′39″O / 39.62778, -106.04417.

## Demografía
Según la Oficina del Censo en 2000 los ingresos medios por hogar en la localidad eran de $49,821, y los ingresos medios por familia eran $59,107. Los hombres tenían unos ingresos medios de $36,304 frente a los $26,042 para las mujeres. La renta per cápita para la localidad era de $32,727. Alrededor del 6.3% de la población estaba por debajo del umbral de pobreza.